# Констанс Колльер
Ко́нстанс Колльер (англ. Constance Collier, урождённая Лора Констанс Харди (англ. Laura Constance Hardie), 22 января 1878 — 25 апреля 1955) — британская актриса и педагог.

## Биография
Лора Констанс Харди родилась в городе Виндзор, графство Беркшир, в 1878 году. Её актёрский дебют состоялся в раннем детстве, когда в возрасте трёх лет она сыграла фею в шекспировской пьесе «Сон в летнюю ночь». В 1893 году она была принята в танцевальную труппа лондонского театра Гайеати, где вскоре добилась значительных успехов. Большим прорывом для неё стала роль Клеопатры в шекспировской трагедии «Антоний и Клеопатра», который был поставлен на сцене Театра Её Величества в 1906 году.
Спустя два года Констанс Колльер успешно себя показала в пьесе «Тайна Эдвина Друда», основанной на одноимённом неоконченном романе Чарльза Диккенса, и в том же году состоялась её первое театральное турне по Соединённым Штатам, во время которого она дебютировала на Бродвее. Во время своей второй поезди в США в 1916 году актриса впервые появилась на большом экране, снявшись в четырёх немых картинах, одной из которых была экранизация пьесы «Макбет», где актриса исполнила главную роль. Колльер также появилась в эпизодической роли в знаменитой киноэпопеи Дэвида У. Гриффита «Нетерпимость».
В 1905 году актриса вышла замуж за ирландского актёра Джулиана Бойлза, вместе с которым неоднократно появлялась на театральной сцене. Их брак продлился до ранней смерти актёра от гриппа в 1918 году. После его кончины Колльер больше замуж не выходила.
В 1920-х годах Констанс Колльер поддерживала тесные дружеские отношения с Айвором Новелло, в соавторстве с которым в 1924 году была опубликована его первая пьеса «Крысы», а в 1927 году Хичкок экранизировал их совместное произведение «По наклонной». Её карьера в качестве сценариста также ознаменовалось сотрудничеством с Димсом Тейлором над либретто оперы «Питр Иббетсон», которая была поставлена в Метрополитен-опера в 1931 году.
После переезда в США в конце 1920-х годов Колльер продемонстрировала себя в качестве педагога, выступив в 1935 году наставником перебравшейся в Голливуд Луизы Райнер, которой помогала в изучении английского языка и освоении навыков актёрской мастерства в кино. Её другими знаменитыми учениками были актрисы Колин Мур и Кэтрин Хепбёрн, с которой Колльер также связывала многолетняя дружба. В качестве педагога и учителя дикции актриса была очень востребована в начале 1930-х годов, когда происходил переход от немого кино к звуковому, и многим актёрам того времени была необходима помощь в адаптации к новым ролям. Все эти годы Констанс Колльер не прекращала и свою актёрскую карьеру, много играя на Бродвее, а также снимаясь на большом экране. Она появилась в таких кинокартинах как «Девичьи страдания» (1937), «Дверь на сцену» (1937), «Китти» (1945), «Тёмный угол» (1946), «Злоключения Полины» (1947) и «Верёвка» (1948).
Констан Колльер умерла в Нью-Йорке в 1955 году в возрасте 77 лет. Её вклад в американскую киноиндустрию отмечен звездой на Голливудской аллее славы, заложенной в 1960 году.